# 環境整備
環境整備株式会社（かんきょうせいび）は、栃木県宇都宮市に本社を置く日本のサービス業者で、イオンディライト株式会社の完全子会社。

## 概要
1977年に設立されたイオングループの企業で、主に関東地方から北の範囲のイオングループの商業施設を中心に、清掃、警備業務などを請け負う。

## 沿革
- 1977年4月 - 会社設立。
- 2008年10月 - イオンディライト株式会社が株式の40%を取得し、同社の子会社となる[2]。